# Mięsień potyliczno-czołowy
Mięsień potyliczno-czołowy (łac. musculus occipitofrontalis) – w anatomii człowieka parzysty mięsień sklepienia czaszki, należący do mięśni wyrazowych. Oba mięśnie potyliczno-czołowe wraz z oboma mięśniami skroniowo-ciemieniowymi, połączone wspólnym rozcięgnem – czepcem ścięgnistym, tworzą mięsień naczaszny.
Mięsień potyliczno-czołowy jest położony powierzchownie pod skórą. Składa się z dwóch czworobocznych brzuśców:
- brzusiec potyliczny (venter occipitalis) zaczyna się na ⅔ bocznych kresy karkowej najwyższej i wyrostku sutkowym, a kończy w czepcu ścięgnistym,
- brzusiec czołowy (venter frontalis) rozpoczyna się w skórze brwi oraz gładzizny, kończy w czepcu ścięgnistym na wysokości guzów czołowych[1][2].

Brzusiec czołowy jest unaczyniony przez tętnicę nadbloczkową, tętnicę nadoczodołową (obie od tętnicy szyjnej wewnętrznej) i gałąź powierzchowną tętnicy skroniowej powierzchownej (od tętnicy szyjnej zewnętrznej), a unerwiony przez gałęzie skroniowe nerwu twarzowego. Brzusiec potyliczny jest unaczyniony przez tętnicę potyliczną (od tętnicy szyjnej zewnętrznej), a unerwiony przez gałąź potyliczną nerwu usznego tylnego (od nerwu twarzowego)
Brzusiec potyliczny ustala położenie czepca ścięgnistego, umożliwiając przez to brzuścowi czołowemu poruszanie skórą czoła. Brzusiec czołowy jest antagonistą mięśni okrężnego oka, marszczącego brwi i podłużnego; współpracuje z dźwigaczem powieki górnej. Unosi brwi, tworzy poprzeczne fałdy na czole, nadaje twarzy wyraz uwagi.